# North Wootton, Somerset
North Wootton är en ort och civil parish i Storbritannien.   Den ligger i grevskapet Somerset och riksdelen England, i den södra delen av landet, 180 km väster om huvudstaden London. North Wootton ligger 19 meter över havet och antalet invånare är 317.
Terrängen runt North Wootton är platt söderut, men norrut är den kuperad. Runt North Wootton är det ganska tätbefolkat, med 144 invånare per kvadratkilometer. Trakten runt North Wootton består i huvudsak av gräsmarker.